# Leopoldstädter Kinderspital

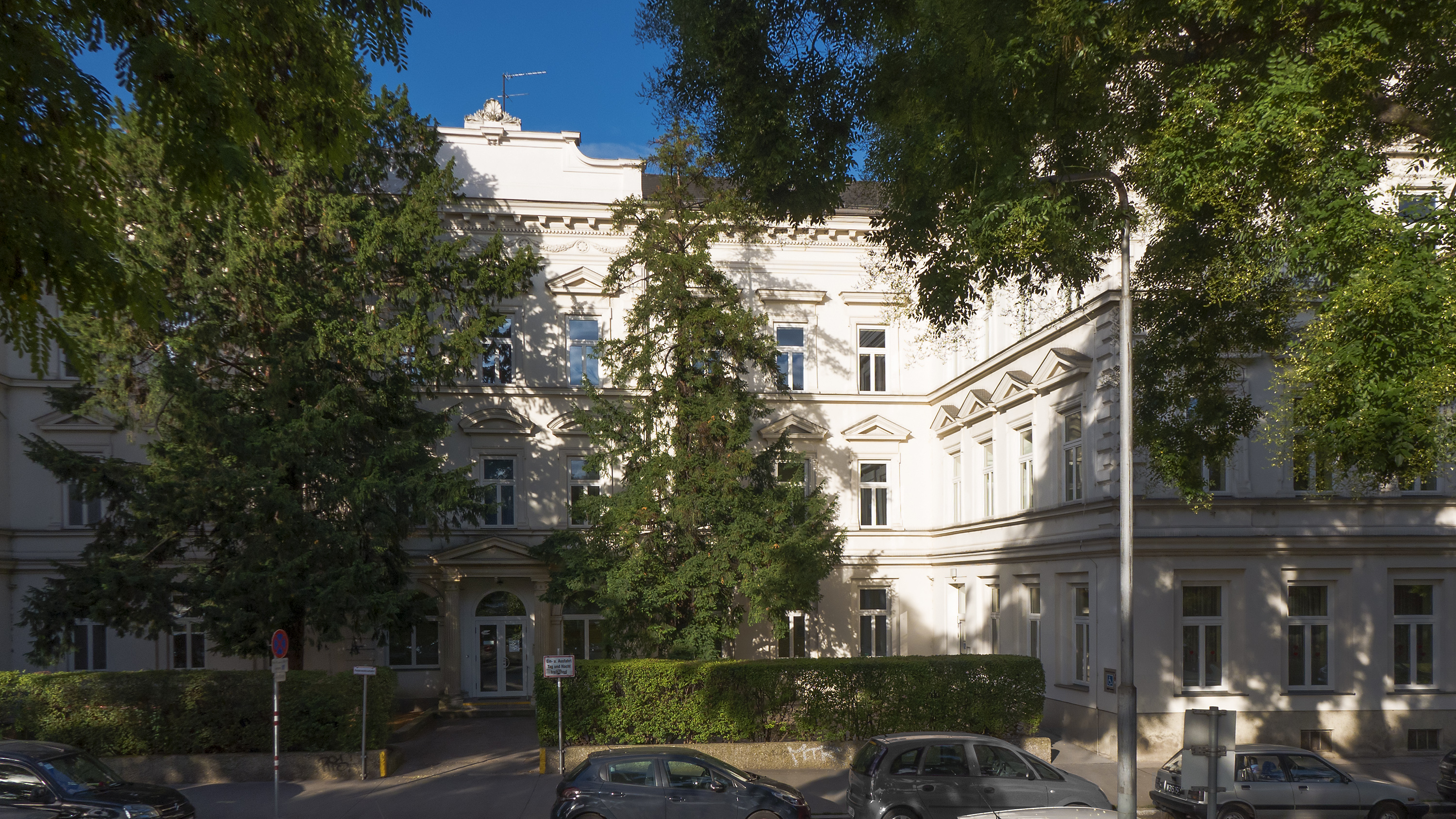
Ehemaliges Leopoldstädter Kinderspital

Das Leopoldstädter Kinderspital war ein Kinderkrankenhaus im 2. Wiener Gemeindebezirk Leopoldstadt in der Oberen Augartenstraße 26 – 28. Errichtet wurde es nach dem St. Anna Kinderspital und dem Sankt-Josef-Kinderspital als drittes Kinderspital in Wien.

## Geschichte
Ab 1850 bestand der Wunsch zur Errichtung eines Kinderspitals in der Leopoldstadt. Schon damals leisteten Karl Ritter von Scherzer und Siegfried Kapper die ersten Spenden zu dessen Verwirklichung.
Der ältere Bauteil des Leopoldstädter Kinderspitals wurde zwischen 15. Juli 1871 und 31. Oktober 1872 nach Plänen von Karl Freiherr von Hasenauer errichtet. Die Eröffnung erfolgte am 16. Jänner 1873. Wesentlich für das Zustandekommen des rund 140.000 Kronen teuren Baus des Kinderspitals war eine Spende der Ersten Österreichischen Spar-Casse in der Höhe von 100.000 Kronen anlässlich ihres 50-Jahre-Jubiläums. Über die Höhe der von der Ersten Österreichischen Spar-Casse geleisteten Spende liegen allerdings differierende Angaben vor: laut den Statuten von 1870 waren es 70.000 Kronen, Balthasar Unterholzner schreibt von 100.000 und nach dem „Historischen Lexikon der Stadt Wien“ von Felix Czeike waren es 200.000 Kronen. Aus diesem Anlass wurden auch dem Sankt-Josef-Kinderspital 30.000 Kronen gestiftet.
Um die Platzprobleme des Spitals zu beheben, wurde am 29. Jänner 1886 ein ebenerdiges Nachbarhaus erworben. Der dazu notwendige Kredit von 18.000 Gulden kam wieder von der Ersten Österreichischen Spar-Casse, Kreditnehmer war der Leopoldstädter Kinderspital-Verein unter Johann Nepomuk Schüller.
Zwischen September 1892 und September 1893 konnte dank einer Widmung von Barbara Schwarzinger (200.000 Kronen) ein Erweiterungsbau nach Plänen von Ludwig Tischler errichtet werden; 1874 wurde die Schwarzingergasse nach der Wohltäterin benannt. Im Gedenken an den Bruder von Frau Schwarzinger wurde der Neubau „Doktor Franz Zipfel-Stiftung“ genannt. Die Eröffnung erfolgte am 8. März 1894.
Zu dieser Zeit verfügte das Krankenhaus über ungefähr 117 Betten und versorgte jährlich etwa 14.000 Fälle ambulant.
Die Betreuung der kranken Kinder oblag dem jeweiligen Spitalsarzt. 1894 halfen weitere Ärzte in speziellen Fällen unentgeltlich aus, darunter Johann Eduard Hofmokl (Chirurg), Otto Bergmeister (Augenarzt), Josef Gruber (Ohrenarzt), Johann Pichler (Zahnarzt) und Alexander Kolisko (Prosektor).
Im Jahr 1896 wurde 10.908 Kindern am Leopoldstädter Kinderspital ärztliche Hilfe geleistet. Dabei handelte es sich um 9.367 ambulante Fälle, 487 Impfungen und 1.054 Kinder wurden in Spitalspflege aufgenommen, in den ersten 25 Jahren seines Bestandes wurden insgesamt 19.133 Spitalspfleglinge, 12.650 Impflinge und 198.364 ambulante Fälle betreut.
Aufgrund der wirtschaftlichen Lage wurde das bisher vom „Leopoldstädter Kinderspitalsverein“ geführte Kinderspital am 14. August 1924 laut einem Gemeinderatsbeschluss vom 29. Juli desselben Jahres ebenso wie das Mautner Markhof’sche Kinderspital und das Karolinen-Kinderspital übernommen. Im Zuge einer Sanierung des Gebäudes wurde die Bettenzahl auf 137 erhöht.
Über das österreichische Hauptquartier des britischen Roten Kreuzes in Klagenfurt wurden vom britischen Roten Kreuz, dem Katholischen Komitee für Auslandshilfe der britischen Quäker, der Heilsarmee und für kurze Zeit der Hilfsorganisation „Friends Ambulance Units Austria“ stillende Mütter und unterernährte Kinder in Wien mit Lebensmitteln versorgt. Hilfe wurde aber auch dem Leopoldstädter Kinderspital, dem Mautner Markhof’schen Kinderspital und dem Gottfried von Preyer’sches Kinderspital zu teil.
Da nach dem Zweiten Weltkrieg das Leopoldstädter Kinderspital zumeist unterbelegt war, wurde es im Herbst 1951 geschlossen. Der ältere Gebäudeteil wurde um 820.000 Schilling in ein Lehrlingsheim für 140 Lehrlinge umgebaut.
1986 wurde das ehemalige Leopoldstädter Kinderspital von der Stadt Wien den medizinischen Selbsthilfegruppen zur Verfügung gestellt. Seit 1998 trägt das Haus, das rund 26 derartige Gruppen beherbergt, den Namen „Martha Frühwirt-Zentrum für Medizinische Selbsthilfegruppen“. Namensgeberin war Martha Frühwirt, die 1979 den „Landesverein Wien der Frauenselbsthilfe nach Krebs“ gründete.
Ein bekannter Arzt des Hauses war Friedrich Dosch, der hier und am Krankenhaus Steinhof als Prosektor tätig war.

## Gebäude
Das ehemalige Leopoldstädter Kinderspital ist als Bestandteil einer im Flächenwidmungs- und Verbauungsplan verankerten Schutzzone im Wiener Kulturgüterkataster, der „Informationen über wesentliche Identitätsmerkmale der Stadt“ abrufbar machen soll, erfasst.
Die Pläne für den älteren Gebäudeteil wurden von Karl Freiherr von Hasenauer gratis erstellt. Dieser misst 26,4 × 9,8 Meter und verfügt über zwei senkrecht auf die Längsachse angeordnete, zur Oberen Augartenstraße 9 bis 11 Meter weit vorspringende Flügeltrakte in Form unregelmäßiger Vierecke. Die Breite der Flügeltrakte beträgt 8,4 Meter, die Gesamtlänge 21,8 bis 23,16 Meter.
Die verbaute Grundfläche beträgt 751,7 Quadratmeter. Das unterkellerte Gebäude verfügt über zwei Stockwerke mit etwa 4 Meter Raumhöhe, die an der rückwärtig gelegenen Südwestseite über von den Krankenzimmern aus zugängliche Balkone verfügten.
1894 verfügte das Leopoldstädter Kinderspital über einen Operationssaal. Ob sich etwas an dieser Zahl änderte, ist nicht bekannt.
Der Dehio beschreibt den dreiflügeligen älteren Gebäudeteil um den kleinen, trapezförmigen Ehrenhof als strenghistoristisch gegliedert. Die Fassade verfügt über einen Mittelrisalit mit einem kleinen Säulenportikus und einer Attikakrönung. Im ersten Stock befinden sich straßenseitig Fenstererker.
Der jüngere, im Haus Nummer 28 befindliche Gebäudeteil wurde von Ludwig Tischler in der Gestaltung der Außenfassade dem bereits bestehenden Gebäude angepasst und ist ebenfalls unterkellert.
Die beiden Eiben im Ehrenhof sind seit 1937 als Naturdenkmal geschützt.

## Leopoldstädter Kinderspital-Verein
Zweck des Leopoldstädter Kinderspital-Vereins war es, in der Leopoldstadt ein Kinderspital zu erbauen und dasselbe dauern zu erhalten. Die Mittel zur Erreichung des Vereinsziels lieferten:
- die Interessen der Stiftungskapitalien und des Vereinsvermögens,
- Beiträge der Mitglieder und Wohltäter,
- Erträgnisse von Sammlungen,
- Summen, die durch öffentliche Veranstaltungen dem Spital zuflossen,
- dem Spital zugefallene Erbschaften, Legate oder Geschenke und
- von anderen Anstalten oder auch ausnahmsweise von Privaten geleistete Verpflegungskostenbeiträge.

Die Mitgliedschaft im Leopoldstädter Kinderspital-Verein war Männern und Frauen unabhängig von ihrer Religion oder Stand ebenso wie Gesellschaften oder Korporationen möglich. Unter anderem gab es:
- „Stifter“:

Als Stifter wurden Personen bezeichnet, die mindestens 1.000 Kronen zum Spitalsbau oder mindestens 2.500 Kronen für die Errichtung und Erhaltung eines Spitalsbetts als Einmalzahlung oder als Ratenzahlung innerhalb von maximal zwei Jahren stifteten.
Die gestifteten Betten trugen den Namen des Stifters. Ein von einem Stifter empfohlenes Kind wurde – sofern es den weiter unten angeführten Punkten entsprach – gegenüber anderen Kindern bei der Aufnahme in das Spital bevorzugt.
- „Gründer“:

Als Gründer wurden Personen bezeichnet, die sich verpflichteten, zwischen 100 und 500 Kronen entweder als Einmalzahlung oder in Raten zu bezahlen. Die Namen der Gründer wurden auf einer Gedenktafel verewigt.
Ein von einem Gründer zur Aufnahme empfohlenes Kind wurde – sofern es de weiter unten angeführten Punkten entsprach – gegenüber anderen Kinder nach den Stifterkindern bei der Aufnahme in das Spital bevorzugt.
Als Bettenstifter traten bis 1894 unter anderem prominente Institutionen in Erscheinung.
- 1873:

- Die Direktion der k.k. privilegierten Oesterreichischen Nordwestbahn
- Ferdinand Figdor
- Albert Freiherr Klein von Wiesenburg
- Franz Freiherr Klein von Wiesenburg

- 1876:

- Albert Salomon Anselm von Rothschild auf Namen seines Sohnes Georg Anselm Alphonse von Rothschild

- 1881:

- Joseph und Anna Wasner stifteten zwei Betten

- 1882:

- Die Direktion der Österreichischen Nordbahn

Schirmherr des Leopoldstädter Kinderspitals war der jeweilige Oberkurator der Ersten Österreichischen Spar-Casse. Außerdem gehörten dem Vorstand des Vereins neben neun gewählten Mitgliedern der jeweilige Bezirksvorstand, der Pfarrer zu Sankt Leopold sowie drei Vertreter der Ersten Österreichischen Spar-Casse fix an.
Laut den vom Leopoldstädter Kinderspitalsverein 1870 aufgestellten Statuten wurden
- arme und kranke Buben und Mädchen ohne Rücksicht auf ihre Religion und ihren Stand sowie Findelkinder im Alter von 1 bis 12 Jahren, weiters
- Kinder, die von anderen Anstalten zugewiesen wurden, gegen Kostenersatz aufgenommen (Ein Erlass der k.k. Niederösterreichischen Statthalterei vom 28. Juni 1873 gestattete dem Leopoldstädter Kinderspital die Aufnahme von Kindern zwischen dem 4. und dem 12. Lebensjahr auf Kosten der Rudolfstiftung.).
- Bei freiem Belegraum durften aus Humanitätsgründen auch die Kinder bemittelter Eltern gegen Kostenersatz aufgenommen werden.
- Nur ausnahmsweise und ebenfalls aus Humanitätsgründen wurden Kinder im ersten Lebensjahr aufgenommen.

Nicht aufgenommen wurden an Blattern, Feuchtblattern und Keuchhusten erkrankte sowie scofulöse, sieche und unheilbar kranke Kinder. An Blattern erkrankte Kinder wurden an das Kaiser-Franz-Josef-Spital weiterverwiesen (Dieser Punkt findet sich nicht in den Statuten des Leopoldstädter Kinderspital-Vereins aus dem Jahr 1870, sondern in Balthasar Unterholzners: Das Leopoldstädter Kinderspital in Wien 1873–1898).